# Partido de General La Madrid
General La Madrid es uno de los 135 partidos de la provincia argentina de Buenos Aires. Se encuentra al sudoeste de la zona central de la provincia, limitando al norte con Daireaux, al noreste con Olavarría, al este con Laprida, al sudeste con Coronel Pringles y al oeste con Coronel Suárez.

## Toponimia
Su nombre es un homenaje al General Gregorio Aráoz de La Madrid, militar argentino distinguido en las luchas de la independencia. Combatió junto al General José de San Martín y Manuel Belgrano.

## Historia
- 1883: Se inaugura la "Estación La Gama" del Ferrocarril Del Sud, cuyos rieles se extenderían hasta Bahía Blanca en mayo de 1884.
- Junio de 1889: en terrenos propiedad de Casimiro Laplacette, en el Partido de Coronel Suárez, con un centro agrícola, lo mide y traza el agrimensor Enrique Roux. Así, el pueblo fue delineado al lado de la estación ferroviaria, con reserva de lotes donados al Estado por Laplacette, para construir los edificios públicos.
- Ese mismo año Laplacette vende el campo a Silverio López Osornio que se aboca a la distribución y marcación del pueblo y lo funda el 14 de febrero de 1890.
- 14 de febrero de 1890: se crea el partido por Ley, con predios de los Partidos de Coronel Suárez, Laprida y Olavarría.
- Marzo de 1890: la provincia designa Juez de paz y suplente.

## Geografía

### Orografía
Se ubica predominantemente en zona llana entre los Sistemas serranos de Tandilia, al este y de Ventania, al sur. Su figura romboidea tiene 117 km en el eje más largo (dirección sur a norte), 62 km el más corto (dirección este a oeste). Tiene pequeñas lomas loésicas de mucha frecuencia.

### Hidrografía
Las aguas de la pendiente predominante, sur a norte, escurren al Arroyo Salado, que nace a poca distancia de la ciudad cabecera. La mayor parte de las aguas del territorio confluyen en lagunas fuera del partido y luego a la parte alta de la "depresión del Salado".

### Flora
Especies autóctonas: juncos, sauces criollos, duraznillos, algarrobillos y muchas spp. de gramíneas.
Árboles introducidos: aromos, pinos, álamos, eucaliptos, ciprés

### Fauna
Existieron en la zona hasta fines del siglo XIX, grandes felinos como el puma, y hasta fines del siglo XVIII, manadas de guanacos, ñandúes, vizcachas, venados y diversas familias de felinos.
En 2006, las spp más frecuentes de ver son: zorrinos, tatú mulitas, nutrias, peludos, cuís, perdices, zorros gris, patos, flamencos rosados, cisnes de cuellos negros, entre otras muchas aves. En este partido realiza investigaciones el reconocido faunólogo y arqueólogo Cris Kauffmann de Conforte, que ha realizado interesantes descubrimientos de madrigueras de zorros.

## Población
Según los resultados definitivos del censo de 2022 la población del partido alcanza los 11.618 habitantes.

## Localidades del Partido
- General La Madrid 8 073 hab.
- La Colina
- Líbano
- Las Martinetas
- Pontaut
- Lastra
- Quilcó

## Gobierno

### Comisionados e intendentes de General La Madrid
| Nombre                            | Período           | Cargo       |
| --------------------------------- | ----------------- | ----------- |
| C.S. Alducín                      | 1902              | Intendente  |
| Pedro L. Palacios                 | 1904 - 1905       | Comisionado |
| Manuel Ortega                     | 1905 - 1906       | Intendente  |
| Ramón Balón                       | 1907 - 1908       | Intendente  |
| Juan A. Aguerre                   | 1908              | Intendente  |
| Ángel Oyuela                      | 1908 - 1910       | Comisionado |
| Diego Saborido                    | 1910              | Comisionado |
| Andrés Villanueva                 | 1910 - 1912       | Comisionado |
| A.R. Navarro                      | 1912              | Comisionado |
| F. de la Serna                    | 1912 - 1913       | Intendente  |
| A. Sánchez Viamonte               | 1913 - 1915       | Comisionado |
| Medrad Villafañe                  | 1915              | Comisionado |
| Saturnino Salcedo                 | 1916 - 1917       | Intendente  |
| Marcelino Bernadou                | 1917 - 1918       | Comisionado |
| Pedro Jouandon                    | 1918 - 1919       | Intendente  |
| Juan B. Medina                    | 1920 - 1921       | Intendente  |
| Juan Irurzun                      | 1922 - 1925       | Intendente  |
| Florentino Alberdi                | 1926 - 1927       | Intendente  |
| Isidoro Ramayo                    | 1928 - 1930       | Intendente  |
| Domingo Iturregui                 | 1930 - 1932       | Comisionado |
| Pedro Irigoin                     | 1932 - 1933       | Intendente  |
| Juan J. Hernández                 | 1934 - 1935       | Intendente  |
| Antonio Letieri                   | 1936 - 1940       | Intendente  |
| Pedro J. Urruti                   | 1940 - 1941       | Comisionado |
| José María Imaz                   | 1941              | Comisionado |
| Saturnino Salcedo                 | 1941 - 1943       | Comisionado |
| Adolfo Pacheco                    | 1943              | Comisionado |
| Benjamin Alurralde                | 1944              | Comisionado |
| Antonio Nicoletti                 | 1945              | Comisionado |
| Roberto Cradenas                  | 1945              | Comisionado |
| Mario Ferron Ocampo               | 1946 - 1947       | Comisionado |
| Oscar J. Ballesteros              | 1948              | Comisionado |
| Oscar J. Ballesteros              | 1948 - 1955       | Intendente  |
| Alfredo Pugliese                  | 1955              | Intendente  |
| Néstor Lago                       | 1955- 1957        | Comisionado |
| P. Alfredo Crego                  | 1957 - 1958       | Comisionado |
| E. Iparaguirre                    | 1958 - 1963       | Intendente  |
| Juan Carlos Casemayor             | 1963 - 1966       | Intendente  |
| Alcides Muchelini                 | 1966              | Comisionado |
| José Luis Todaro                  | 1966 - 1973       | Intendente  |
| César Lorenzo Mariezcurrena       | 1973 - 1976       | Intendente  |
| Jorge Santamaria                  | 1976              | Comisionado |
| Miguel Ángel Olivero              | 1976 - 1981       | Comisionado |
| Roberto Ruiz de Erenchun          | 1981 - 1983       | Comisionado |
| Héctor Domingo Mackeprang         | 1983              | Comisionado |
| Omar Bernardo Mariezcurrena (UCR) | 1983 - 1987       | Intendente  |
| Orlando Arroquy (UCR)             | 1987 - 1991       | Intendente  |
| Juan Carlos Pellitta (PJ)         | 1991 - 2003       | Intendente  |
| Carlos Alfredo Valicenti (UCR)    | 2003 - 2007       | Intendente  |
| Juan Carlos Pellitta (PJ)         | 2007- 2015        | Intendente  |
| Martín Randazzo (UCR)             | 2015 – Actualidad | Intendente  |

## Educación
Datos del año 2005
- Establecimientos: 41
- Comedores: 33
- Matrícula: 4.444
- Docentes: 465
- Fondo Mantenimiento: $171.545

## Portales de Noticias
- InfoGL
- AHORA LA MADRID
- Guía La Madrid